# Henryk Stroński
Henryk Stroński (ur. 27 lipca 1952 w Panasówce) – polski historyk (profesor) mieszkający na Ukrainie, prezes Stowarzyszenia Uczonych Polskich Ukrainy.

## Życiorys
W 1977 ukończył studia na Wydziale Historii Uniwersytetu Lwowskiego. W 1984 obronił pracę kandydacką na Uniwersytecie Użhorodzkim, a w 2000 uzyskał habilitację na Uniwersytecie Warszawskim. W latach 1977–1980 nauczał historii we wsi Kamionki w rejonie podwołoczyskim. Od 1980 do 1982 był dyrektorem szkoły średniej w Kołodziejówce. Od 1982 zatrudniony jako aspirant w Katedrze Historii Słowiań Południowych i Zachodnich. W latach 1984–1986 pracował Katedrze Nauk Społecznych Politechniki Tarnopolskiej, a od 1986: Tarnopolskiego Uniwersytetu Technicznego.
Pod koniec lat 80. zaangażował się w odrodzenie polskości na Kresach Wschodnich II RP. Przewodniczył Polskiemu Towarzystwu Kulturalno-Oświatowemu w Obwodzie Tarnopolskim (od 1994). Od 1998 pełni obowiązki prezesa Stowarzyszenia Uczonych Polskich Ukrainy. Naukowo zajmuje się historią społeczności polskiej na dzisiejszych ziemiach ukraińskich (m.in. represjami w dwudziestoleciu międzywojennym w USRR) oraz polskim dziedzictwem kulturowym na Kresach. Wykłada na Uniwersytecie Warmińsko-Mazurskim w Olsztynie. Zasiada w Radzie Programowej Centrum Badań Wschodnich Ośrodka Badań Naukowych im. Wojciecha Kętrzyńskiego.

## Publikacje
- H. Stroński, Katolicy na sowieckiej Ukrainie w latach 1920., w: „Więź”, 1993 r., nr 8.
- H. Stroński, O władaniu mową ojczystą przez ludność polską na Ukrainie w połowie lat dwudziestych, w: Język polski dawnych Kresów Wschodnich, t. 1, praca zbiorowa pod red. J. Riegera, Warszawa 1994.
- H. Stroński, Skazany na milczenie. Kościół rzymskokatolicki na Ukrainie Radzieckiej w latach 1920-1930, w: „Więź”, 1996 r., nr 10.
- H. Stroński, Deportacje-masowe wywózki ludności polskiej z Ukrainy do Kazachstanu w 1936 r., w: „Przeglad Polonijny”, t. 23, nr 3, 1997 r., s. 108-121.
- H. Stroński, Represje stalinizmu wobec ludności polskiej na Ukrainie w latach 1929-1939, Wyd. Stowarzyszenie „Wspólnota Polska”, Warszawa 1998.
- H. Stroński, Nieudany eksperyment. Treść, formy i skutki sowietyzacji ludności polskiej na Ukrainie w latach 20. i 30. XX wieku, w: Polska droga do Kazachstanu. Materiały z międzynarodowej konferencji naukowej, Żytomierz 12–14 października 1996 r., Warszawa 1998, s. 7-23.
- H. Stroński, Wielka prowokacja NKWD. Sprawa Polskiej Organizacji Wojskowej na Ukrainie w latach 1933–1938, w: Europa nieprowincjonalna. Przemiany na ziemiach wschodnich dawnej Rzeczypospolitej (Białoruś, Litwa, Łotwa, Ukraina, wschodnie pogranicze III Rzeczypospolitej Polskiej) w latach 1772–1999, praca zbiorowa pod red. K. Jasiewicza, Wyd. Instytut Studiów Politycznych PAN, Warszawa-Londyn 1999, s. 867–877.
- H. Stroński, Z działalności Kijowskiej Rady Okręgowej Polskich Towarzystw Pomocy Ofiarom Wojny w latach I wojny światowej, w: Polacy w Kijowie, praca zbiorowa pod red. H. Strońskiego, Wyd. Stowarzyszenie Uczonych Polskich Ukrainy, Kijów 2002.
- H. Stroński, Rosja wobec Kościoła rzymskokatolickiego na Ukrainie w XX wieku, w: Europa a Rosja. Opinie, konfiikty, współpraca, praca zbiorowa pod red. Z. Anculewicza i J. Sobczaka, Olsztyn 2003, s. 101-112.
- H. Stroński, GPU przeciwko Kościołowi. Dokument o antykatolickiej polityce i działaniach radzieckich służb specjalnych na Ukrainie w latach 20. XX wieku, w: „Echa Przeszłości”, nr 4, 2003 r., s. 231-243. (dostęp elektroniczny)
- H. Stroński, O katolicyzmie na Ukrainie, w: Polska i jej wschodni sąsiedzi, t. 3, pod red. A. Andrusiewicza, Rzeszów 2003.
- H. Stroński, Między wynarodowieniem a odrodzeniem. O Polakach w Tarnopolu i na Tarnopolszczyźnie dzisiaj, w: „Cracovia Leopolis”, nr 1 (37), 2004 r., s. 32-33. (dostęp elektroniczny)
- H. Stroński, Koniec eksperymentu. Rozwiązanie Marchlewszczyzny i deportacje ludności polskiej do Kazachstanu w latach 1935-1936 w świetle nowych dokumentów archiwalnych, w: „Ucrainica Polonica”, Kijów 2007, nr 1, s. 201-220.(tekst udostępniony za zgodą autora online w PDF-ie)
- H. Stroński, Losy chłopów-Polaków na Ukrainie Radzieckiej w latach 30. XX w., w: Dzieje partii i stronnictw chłopskich w Europie. Narodziny i rozwój, t. 1, pod red. J. Szaflika, Wyd. Typografia Pułtusk, Ludowe Towarzystwo Naukowo-Kulturalne i Muzeum Historii Polskiego Ruchu Ludowego, Pułtusk-Warszawa 2007, s. 289-306.
- H. Stroński, Dawno temu, czyli Polacy na Ukrainie, w: „Rzeczpospolita”, nr z 29 XII 2009 r. (dostęp online)
- H. Stroński, Losy ludności polskiej na Ukrainie Sowieckiej a dyplomacja II RP w latach 1921-1939, w: Polska dyplomacja na Wschodzie w XX – początkach XXI wieku, praca zbiorowa pod red. H. Strońskiego i G. Seroczyńskiego, Olsztyn – Charków 2010, s. 248-273.
- H. Stroński, Ukraiński autor o Polakach na Ukrainie w XX wieku (recenzja), w: „Przegląd Wschodnioeuropejski”, nr 2, 2011 r., s. 473-481. (dostęp online)